# Сапаров, Рустам
Рустам Сапаров (туркм. Rustam Saparow; 10 апреля 1978) — туркменский футболист, защитник и полузащитник. Выступал за сборную Туркменистана.

## Биография
В начале карьеры провёл несколько сезонов в клубе «Экскаваторщик»/«Джейхун»/«Каракум» из Туркменабада. В 2002 году стал бронзовым призёром чемпионата Туркменистана и обладателем Кубка страны. В 2003 году перешёл в «Небитчи» (Балканабад), за три следующих сезона завоевал золотые (2004), серебряные (2003) и бронзовые (2005) медали чемпионата, а также два национальных кубка (2003, 2004). В 2006 году перешёл в узбекский клуб «Насаф» (Карши), за два сезона сыграл 49 матчей и забил 2 гола в чемпионате Узбекистана и в 2006 году стал бронзовым призёром. В конце карьеры выступал на родине за «Ашхабад» и в 2008 году стал чемпионом страны. Участвовал в матчах азиатских кубковых турниров, полуфиналист Кубка президента АФК 2009 года. В 2010 году вернулся в «Лебап», с которым в том же году стал бронзовым призёром чемпионата.
19 октября 2003 года дебютировал в национальной сборной Туркменистана в отборочном матче Кубка Азии против ОАЭ. В 2004 году принимал участие в финальном турнире Кубка Азии, вышел на поле во всех трёх матчах своей команды. 18 мая 2008 года забил свой первый гол за сборную в ворота Омана. Всего в 2003—2008 годах провёл не менее 17 матчей за сборную и забил один гол.